# Amerikansk rörhöna
Amerikansk rörhöna (Gallinula galeata) är en nordamerikansk fågel i familjen rallar. Tidigare behandlades den som underart till den eurasiska rörhönan men har nyligen fått egen artstatus på grund av tydliga skillnader i framför allt läten.

## Utseende och läte
Amerikansk rörhöna är utseendemässigt lik eurasisk rörhöna med en helmörk fjäderdräkt, vita streck längs kroppssidorna, vit stjärtundersida och undergump, gulgröna ben och röd näbb och näbbsköld. Juvenilerna är brungrå och saknar näbbsköld. Den skiljer sig främst från rörhönan på sina läten, som hos amerikanska rörhönan är ett ljudligt skrattande. De utseendemässiga skillnaderna är små, men man kan notera något mindre gult på nedre näbbhalvan, mer tydligt avskuren och högre näbbsköld och hos ungfågeln gulare ben och näbb samt mörkare rökgrått ansikte och hals.

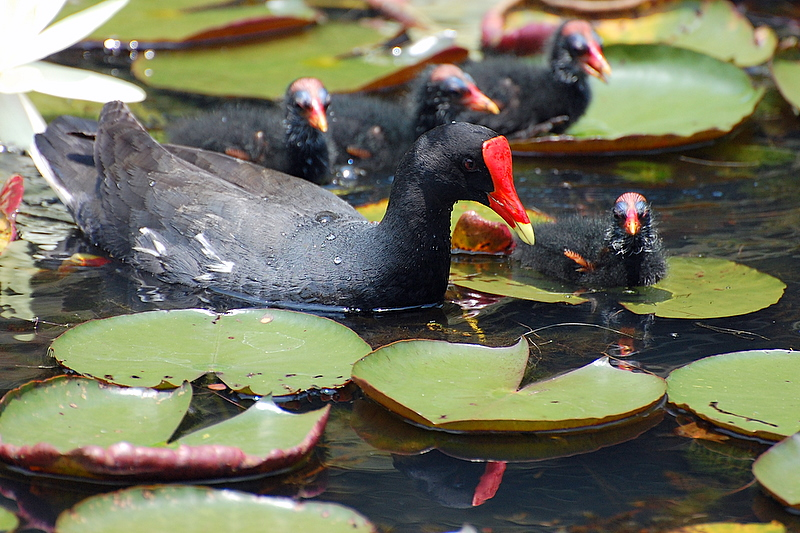
Rörhöna av nominatformen galatea.

## Utbredning och systematik
Amerikansk rörhöna har ett mycket stort utbredningsområde som sträcker sig från sydöstra Kanada till Argentina och Brasilien. Vintertid överger den områden där vattnet fryser till is och flyttar till mer tempererade områden. Den delas upp i sju underarter som placeras i tre grupper:
galeata-gruppen ("amerikansk rörhöna")
- Gallinula galeata cachinnans – förekommer från sydöstra Kanada till västra Panama, Bermuda och Galapagosöarna
- Gallinula galeata cerceris – förekommer på Stora och Små Antillerna
- Gallinula galeata barbadensis – förekommer på Barbados
- Gallinula galeata pauxilla – förekommer från östra Panama till norra och västra Colombia, i torra områden i västra Ecuador och nordvästra Peru
- Gallinula galeata galeata – förekommer från Guyanaregionen till norra Argentina, Uruguay och Brasilien och på Trinidad

garmani ("altiplanorörhöna")
- Gallinula galeata garmani – förekommer från peruanska Anderna till Chile, Bolivia och nordvästra Argentina

sandvicensis ("hawaiirörhöna")
- Gallinula galeata sandvicensis – förekommer i Hawaii

Tidigare behandlades amerikansk rörhöna som underart till den europeiska och asiatiska rörhönan (Gallinula chloropus) men har urskilts på basis av framför allt läten men också små morfologiska skillnader. Genetiska studier stödjer denna uppdelning.

## Ekologi
Den lever vid vassrika stränder, i dammar, kanaler och växtrika våtmarker. Den lever av en mängd olika vattenväxter och mindre vattenlevande djur. De fördosöker i närheten av vatten eller i vattnet, ibland tippar den kroppen framåt och snappar, eller betar efter växtmaterial under vattnet. Den håller sig ofta dold men kan på vissa platser uppträda ganska orädd. Den är revirhävdande. Rörhönan bygger ett korgformat bo som den placerar direkt på marken i tät vegetation.

## Status och hot
Arten har ett stort utbredningsområde och en stor population med stabil utveckling. Utifrån dessa kriterier kategoriserar internationella naturvårdsunionen IUCN arten som livskraftig (LC). Världspopulationen uppskattas till fler än två miljoner individer.